# Albert Fina i Sanglas
Albert Fina i Sanglas (La Bisbal d'Empordà, Baix Empordà, 1933 - Barcelona, 1997) fou un advocat laboralista català. Amb la també advocada Montserrat Avilés i Vila constituïren un despatx laboralista de referència en la defensa dels drets dels treballadors durant el franquisme.

## Biografia[1]
Nascut el 1933 a la Bisbal d'Empordà, en una família burgesa conservadora establerta a Barcelona, profundament religiosa d'origen empordanès i vigatà. El pare era l'enginyer i agent de la propietat industrial Xavier Fina. Va ser onze germans. Un dels seus germans fou el metge i regidor de l'Ajuntament de Barcelona Ignasi Fina i Sanglas.
Farà els estudis de batxillerat als jesuïtes reben una educació religiosa típica de la concepció del catolicisme nacional catòlic de l'època (pietista, individualista, de moral estricta, elitista, la idea del pecat, de l'infern, la condemna eterna, dels "ejercicios espirituales"...). Serà, doncs, en la seva adolescència i joventut una persona profundament catòlica. Degut a una crisi econòmica familiar es veurà obligat a treballar amb el seu pare al mateix temps que estudia la carrera de Dret per lliure a la Universitat de Barcelona, per la qual cosa no va viure el desvetllament universitari de finals dels anys cinquanta. Finalitzarà la carrera el 1957.
Farà el servei militar com a recluta a la població de Berga al “Batallón de Cazadores de Montaña Cataluña n.º 4”. Allà coneixerà l'Antoni Jutglar i Bernaus, Jordi Maluquer i Bonet, Feliu Formosa i Torres i d'altres universitaris amb els quals prendrà consciència de la realitat del país, de la repressió dels vençuts en la Guerra Civil, de la classe obrera, dels camps de concentració, dels afusellaments en el Camp de la Bota, dels consells de guerra, de les presons, dels presos po1iticos, dels exiliats... Amb el seu amic Antoni Jutglar, cristià com ell, però progressista aprofundiran la lectura i el descobriment d'autors com Emmanuel Mounier, Michel Foucault, Georges Bernanos, etc. que van calant profund. Un procés d'obertura a noves i idees i concepcions i de formació vital que complementaria amb lectures dels clàssics del socialisme, i ja, a Barcelona amb les xerrades i contactes amb José Ignacio Urenda i Bariego, Sardà, Mn. Josep Dalmau i Olivé (xerrades a Gallifa),entre d'altres reafirmant la convicció que en la defensa de la classe obrera havia trobat la seva veritable vocació.
Tornarà amb la mili acabada i amb la malaltia que havia contret a mili sota control. Hi haurà de superar l'oposició familiar que esperava que se dediques a una especialitat del Dret més renunerada i fes oposicions al notariat o a Registres.

## Trajectòria durant el franquisme
Comença a treballar en el despatx d'Antoni Cuenca i Puigdllívol, que amb el despatx de Francesc Casares i Potau i el de Josep Solé i Barberà, eren els tres únics despatxos que es dedicaven a la defensa de la classe obrera, independent del Sindicat Vertical, únic sindicat permès i de caràcter feixista. Allà coneixerà Antonio Martín Martín que el seu col·lega durant anys tots dos es col·legiaran al mateix temps. En el despatx Cuenca descobrirà la realitat laboral des d'un despatx especialitzat. El treball ingent, i la necessita que tenia la classe obrera d'ajuda jurídica per reivindicar els seus drets cívics, sindicals, laborals. Així com per reivindicar els drets més elementals, d'habitatge digne, d'empara davant els especuladors, davant el municipi, i els seus plans d'urbanisme... Poc després Albert Fina coneixerà a Montserrat Avilés i Vila, amb el motiu de la mort del pare d'aquesta Gabriel Avilés. Començaren una relació ìntima i intel·lectual que els portarà a contraure matrimoni el 1960 inicien una marxa en comú, absolutament identificats en el polític, en el social, en el treball i en la família. Tindran uns anys més tard una filla l'Anna Maria. Obren despatx conjunt a Barcelona i a Mataró. Amb el transcurs dels anys, el despatx canviarà d'ubicació a la plaça del Dr. Letamendi, carrer de Casp, Girona, Bruc, Rondes, i disposarà de delegacions a Vilanova i la Geltrú, Terrassa, Cornellà, etc.
S'afiliaran al FLP, precedent del Front Obrer de Catalunya, participaran en activitats com la campanya de boicot a La Vanguardia per l'assumpte Galinsoga, en la campanya contra la tortura i maltractaments de la policia, de la qual van resultar processats de Josep Dalmau, Urenda i alguns més.
L'any 1962 se salvaran de la caiguda més important del FLP a Catalunya. Van ser detinguts quasi tots els seus amics: Juan Ignacio Sardá, Rudolf Guerra i Fontana, Lluis Avilés, Isidre Molas i Batllori, José Ignacio Urenda i Bariego, Josep Font, Angel Abad, Josep Verdura, Chicharro, etc. El Consell de Guerra celebrat a Madrid, l'any 1963, els condemnà a tots ells a penes d'entre dos a vuit anys de presó.
Albert Fina i Montserrat Avilés s'implicaran en la tasca de democratitzar el Col·legi d'Advocats de Barcelona fins aquell moment anquilosat i impregnat de franquisme en la forma i en l'activitat de les juntes de govern. Junt amb altres advocats de les noves generacions que no havien fet la guerra va començar el procés, lent en el temps, de democratització, no sense tensions internes. A les eleccions a Degà i altres càrrecs de la Junta, de l'any 1962, en la candidatura de Frederic Roda i Ventura, van entrar Montserrat Avilés i altres companys joves. El deganat de Roda Ventura (1963-67) va suposar l'inici d'una marxa, per part del Col·legi d'Advocats, camí llarg però constant en demanda d'una major democràcia interna, més lliure dels poders públics, més independent i, sobretot més solidari amb els problemes dels ciutadans, amb els represaliats, els detinguts, els presos polítics o els condemnats a mort.... Montserrat Avilès romandrà sis anys la junta, i aconseguirà que el Col·legi intervingui de forma directa en els greus esdeveniments, cada vegada més nombrosos, provocats per la repressió franquista. A partir d'aquesta junta el Col·legi d'Advocats de Barcelona, sabrà mantenir la seva independència, solidaritzar-se amb els greus problemes i emparar als col·legiats quan van ser víctimes de la repressió, com en el cas d'Albert Fina i Montserrat Avilés; ja que el mateix Degà, Miquel Casals i Colldecarrera es va brindar a defensar-los davant el Tribunal d'Ordre Públic. I no només va beneficiar als col·legiats, sinó, la qual cosa era més compromès, va permetre reunions, moltes vegades multitudinàries amb motiu de detencions massives (com les del 113 i el 67de l'Assemblea de Catalunya, les penes de morts injustes, (Salvador Puig i Antich, Txiqui), els assassinats d'advocats laboralistes d'Atocha i altres esdeveniments importants.
El 1968 Albert Fina i Montserrat ingressaran en el Partit Socialista Unificat de Catalunya (PSUC). La seva militància política es realitzarà en el seu camp d'actuació: el dret laboral i en defensa de la classe obrera. L'any 1964 s'havien creat les Comissions Obreres el que serà el germen del sindicat de classe, i que centren en reivindicacions molt concretes (increment de salaris, falta de mesures de seguretat, hores extres, jornades, etc.) a l'empresa, però que després passen a permanents i porten reclamar el dret de vaga, d'associació, de reunió, etc.
El despatx d'Albert i Montserrat, no era el despatx de Comissions Obreres, però en la pràctica portaven els assumptes més importants de les grans empreses en què intervenien les Comissions. En conseqüència, van haver d'ampliar la seva plantilla, i es convertí en interdisciplinars amb economistes, sindicalistes, i especialistes de tota classe. Els més importants problemes laborals i sindicals d'aquells anys (recordem les vagues, seguides d'acomiadaments massius van ser plantejats des del seu despatx. La trajectòria de Fina, unida sempre a la de l'advocada i esposa, Montserrat Avilés, arriba a la culminació entre 1965 y 1975, amb la seva participació com advocats en els conflictes col·lectius de grans empreses: La Maquinista Terrestre y Marítima, Harry Walker, la SEAT. La vaga de SEAT de 1971, acompanyada d'una mobilització obrera en tota la conca metal·lúrgica del Baix Llobregat, consagraren a Fina i Avilés com els mediadors laboral del sindicat Comissions Obreres.
Durant aquests anys el despatx restà en el punt de mira de la policia franquista, així el 15 de febrer de 1971 el seu despatx serà objecte d'un assalt per part d'un escamot de la Brigada Político-Social amb destrucció i crema de documents. Cal tenir en compte que Albert Fina i Montserrat Avilés apareixen en el llistat dels 462 catalans més vigilats per la policia franquista.
En l'interregne Albert Fina i Montserrat Avilès participaran en altres esdeveniments i realitats de la política d'oposició antifranquista un exemple és la seva la detenció dels 113 l'any 1973 de la Comissió Permanent de l'Assemblea de Catalunya, a l'església Sta Maria Mitjancera. passaran tres mesos a la Presó Model i Albert Fina serà multat amb 350.000 pessetes, el màxim de les sancions decretades.
L'any 1976, ja en plena transició democràtica, Albert Fina i Montserrat Avilés juntament amb Isidor Boix i Lluch, responsable del món obrer del Comitè Executiu del PSUC, vinculat en aquell moment al seu despatx, i part dels dirigents obrers del Baix Llobregat, participaran en un dels debats més importants al si del partit i de Comissions Obreres. Defensaven la necessitat de bastir el nou sindicat obrer en democràcia a partir de les posicions assolides en l'aparell dels sindicats verticals. La idea inicial de Comissions Obreres, sostinguda per Albert Fina i el seu despatx era la creació i potenciació d'una gran Central Sindical Unitària. Per contra la resta de dirigents de Comissions Obreres i de la majoria Comitè Central del PSUC defensaven la continuïtat del sindicat com organització pròpia, i sols a partir d'aquesta organització convocar un congrés d'unitat sindical ja en democràcia. El debat portat al límit finalitzà en ser Isidor Boix, rellevat de les seves responsabilitats en el Comitè Executiu i del Secretariat del Comitè Central del PSUC i de posteriorment, en persistir en les seves posicions, ser expulsat del partit en gener de 1976. Albert Fina i Montserrat Avilés arran d'aquest afer abandonaran el PSUC després de nou anys de militància activa. Cap dels dos tornen a militar en cap partit. Aquests esdeveniments no variaren, però, el treball del despatx amb Comissions Obreres i en defensa dels treballadors.

## En l'etapa democràtica
A partir de 1977 coincidint amb la sortida a la llum de partits i sindicats, Fina i Avilés van mantenir el seu bufet independent i va refusar convertir-se en assessors jurídics de Comissions Obreres. Des de llavors la seva activitat professional havia anat declinant quantitativament, ja que són els mateixos sindicats els que condueixen els conflictes col·lectius. En aquesta última etapa de la seva vida, Fina ha estat un exemple d'independència i d'ètica professional.

## La malaltia i els últims anys[2]
Des del seu servei militar l'any 1957, Albert Fina patia una malaltia crònica, una broncopneumopatia crònica que li afectà els pulmons. Anys després la malaltia se li tornarà a manifestar en diverses ocasions per l'estrès, el desordre en els menjars, el tabac, manca de son, etc. pròpies del treball del despatx. Viurà episodis greus els anys 1962, 1969, 1989, 1991 i el 1996. El 1994 se li diagnostica un càncer de còlon. Albert Fina passarà els últims anys lluitant contra aquesta malaltia, escrivint un llibre sobre com la vivia, i treballant quan aquesta li ho permetia. Va morir el març de 1997 a Barcelona.

## Tancament del despatx
El despatx Albert Fina & Montserrat Avilés continuà com despatx laboralista ara dirigit per Montserrat Avilès fins al 2013, quan va donar per closa la seva actuació, El despatx amb els amics, clients, col·laboradors i col·legues organitzaren un acte commemoratiu del tancament. El despatx laboralista Albert Fina-Montserrat Avilés, protagonista en una etapa i d'una experiència especial en el moviment obrer, finalitza la seva activitat.

## El fons del despatx
El 6 de maig de 1993, Montserrat Avilés titular del despatx Albert Fina & Montserrat Avilés Associats, signà un conveni amb la Fundació Cipriano Carcía de cessió dels fons del despatx perquè fossin gestionat per l'Arxiu Històric de la Fundació Cipriano García.

## Obres
- “Des del nostre despatx” ed. Dopesa. Barcelona (1978)
- “De la llei i la justícia” ed. Laia (L'entrellat). Barcelona (1987)
- “Justicia y literatura” Bosch Casa Editorial. Barcelona (1993)
- “Conviure amb la càncer” ed. Columna. Barcelona (1996)

### Articles
- Manuel Vázquez Montalbán “El imprescindible Albert Fina”.[16]
- Jordi Pujol "Un merecido homenaje".[17]
- Maria Ángeles López Esteban “Albert Fina: Periodistas en su despacho”.[18]
- Pedro López Provencio“Albert Fina: Los raros clientes”.[19]
- Antonio Martín Martín“Albert Fina: La dimensión humana”.[20]
- Ernest Maragall “Albert Fina: Una ciudad agradecida”.[21]
- Miquel Roca Junyent “Albert Fina: Al servicio de una causa”.[22]
- José Luis López Bulla “Albert Fina: Maestro y creador del derecho laboral”.[23]
- Isidre Molas“Albert Fina: El amor a la profesión”.[24]
- Manuela Castrillo Moreno“Albert Fina: Abogados laboralistas de Madrid y Barcelona”.[25]